# Jean-Pierre Rives
Jean-Pierre Rives (Tolosa, 31 dicembre 1952) è un ex rugbista a 15, attore e scultore francese, da giocatore terza linea ala di Tolosa e Racing Club de France, 59 volte internazionale per la Francia di cui 34 capitano, nonché il primo rugbista del suo Paese, insieme a Serge Blanco, a entrare nell’International Rugby Hall of Fame; dopo la carriera sportiva ha intrapreso quella artistica: attore per un breve periodo, attualmente è rinomato scultore.

## Biografia
Nativo del quartiere di Saint-Simon, nella periferia tolosana, Rives crebbe nel TOEC, squadra corporativa di Tolosa; prima di militare nello Stade Toulousain dal 1974, trascorse un biennio a Beaumont-de-Lomagne.
Nel 1975 esordì in Nazionale francese a Twickenham contro l'Inghilterra, nel corso del Cinque Nazioni di quell'anno.
Fu, quello, il primo di 10 tornei consecutivi fino al 1984; all'attivo di Rives tre vittorie finali, una delle quali, nel 1983, a pari merito con l'Irlanda e due, nel 1977 e 1981, con il Grande Slam.

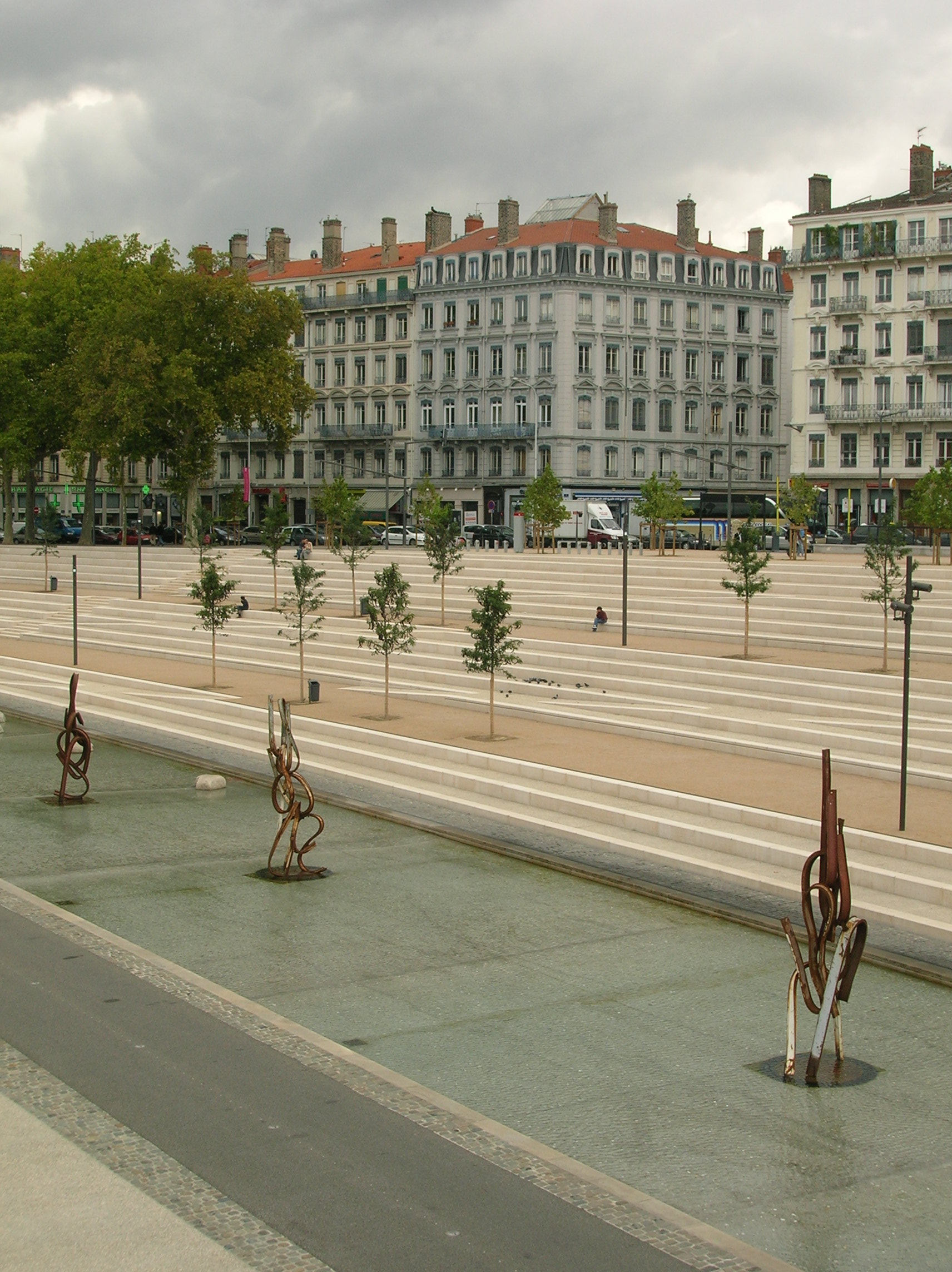
Sculture di J.P. Rives a Lione, 2007

Capitano della Nazionale dal 1978, prese parte a diversi tour, il più memorabile dei quali fu quello del 1979 in Nuova Zelanda: il 14 luglio, giorno della festa nazionale francese, gli All Blacks furono sconfitti 19-24, per quella che fu la prima vittoria francese sul suolo neozelandese.
Passato nel 1981 al Racing Club de France, si ritirò dall'attività internazionale nel 1984 e da quella di club nel 1986.
Dopo il ritiro Jean-Pierre Rives ha intrapreso la carriera artistica: ha interpretato come attore, grazie alla sua capigliatura bionda che gli valse l'appellativo di Casco d'oro, vari personaggi in film di ambientazione storica, come il celtico Morhoult in Connemara (1990) o un capo germanico in Druids - La rivolta, del 2001.
Attivo nella scultura fin dai primi anni ottanta, si dedicò più continuativamente a tale attività dopo il ritiro agonistico.
Il materiale più utilizzato da Rives è il ferro, con il quale ha forgiato numerosi lavori esposti in tutto il mondo: tra le sue mostre ed esposizioni permanenti si segnalano il suo esordio a Le Touquet nel 1990, la prima parigina nel 1991, la prima mostra fuori dai confini francesi nel 1993 a Châtillon, in Italia, l'esordio statunitense nel 1996 a Los Angeles e nel 1997 a New York e l'arrivo in Australia (Sydney) nel 2007.
Per i suoi meriti sportivi, nel 1997 Jean-Pierre Rives fece parte del primo gruppo di rugbisti ammessi nella neo-istituita International Rugby Hall of Fame: fu il primo francese, insieme a Serge Blanco, a esservi ammesso.
Impegnato nel progetto di portare la Coppa del Mondo in Francia, fu vice presidente del comitato promotore per la candidatura del suo Paese, che si vide assegnata l'organizzazione del torneo nel 2007; fu lui, inoltre, a consegnare la Coppa Webb Ellis a John Smit, capitano del Sudafrica che vinse la competizione battendo in finale allo Stade de France l'Inghilterra.
Nel corso di tale torneo, inoltre, in varie città della Francia furono esposte opere di Rives, alcune delle quali a carattere permanente.